# Ashtonia
Ashtonia é um género botânico pertencente à família Phyllanthaceae.